# スノーホワイトデザイン言語

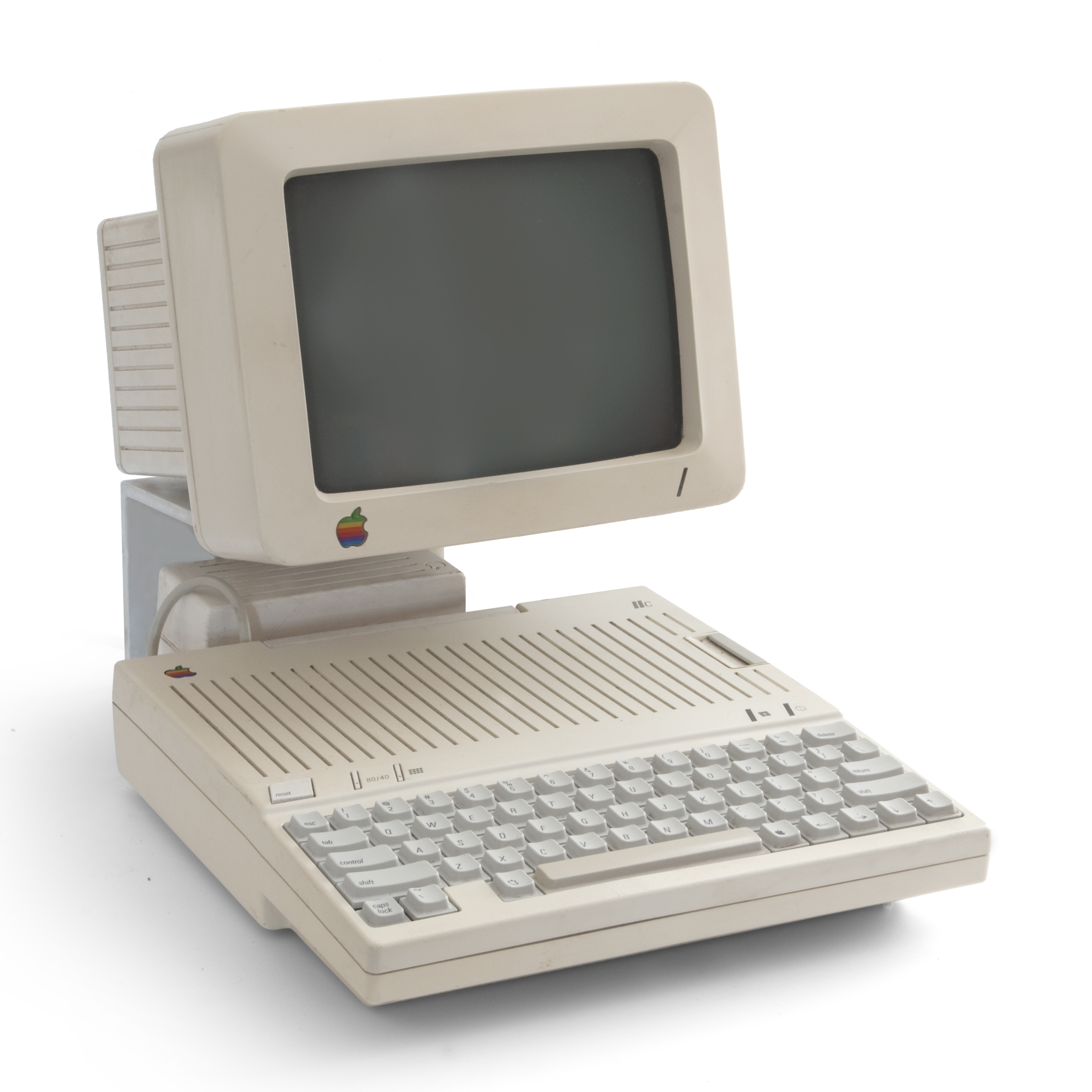
Apple IIc

スノーホワイトデザイン言語とはハルトムット・エスリンガーのフロッグデザインで開発された工業デザイン言語である。1984年から1990年にかけてApple Computerによって使用されたこのスキームには装飾、換気、実際よりもコンピューターの筐体が小さいと錯覚させるために垂直および水平のストライプが入っており、その中でも、小さく見せるという要素は同様のストライプが入った初期のアタリ製品のデザインに触発されたものだが（スティーヴ・ジョブズは1974年から1975年にかけてアタリの従業員だった）、デザインを猿真似したわけではない。
このデザイン言語は、Appleの世界的な評判を高め、コンピューター業界のデザイントレンドを設定し、製造業およびビジネス界におけるコンピューターの認識を形成した。
他のデザイン的な特徴の中でも、エスリンガーによるAppleロゴの表示（製品ケースに製品名が表面に印刷された3次元ロゴ）は、数年前からほぼすべての製品に採用されていた。

## 歴史
1982年、Appleの関係者は会社が世界クラスの企業として確立するのを助けることのできるデザイナーを会社の外に、そして実際には国の外に探していた。
スノーホワイトは白雪姫の7人の小人にちなんでコードネームが付けられた、新しいデザイン言語が適用される7つのプロジェクトを示している。何人かのデザイナーは、スノーホワイトプロジェクトのもとでAppleから、7つの製品（実際には8つの製品だった）について、何を思いつくかを求められた。最終的な勝者はエスリンガーで、結果として得られたスタイルはプロジェクトのコードネームを呈していた。
Apple IIcコンピューターと、その周辺機器が初のスノーホワイトデザインとなった。
当初、スノーホワイトはAppleで「フォグ」として知られるクリームのようなオフホワイトで製品化されたが、その後の他の製品は1987年以降はそれ以前のAppleのパテのような色よりも明るいウォームグレイの「プラチナ」色に移行した。エスリンガーは元々はIIc向けに明るい白色を好んだが、ジェリー・マノックはそれだと指紋が目立つだろうと上手く主張した。それにもかかわらず、エスリンガーは元のAppleのベージュ色を嫌い、全てのスノーホワイト製品はIIcと同じオフホワイトを使うことを主張した。プラチナ色に変更されるまで、Hard Disk 20SCを除けば他の色のスノーホワイト製品が他の色で発売されることはなかったが、それはHard Disk 20SCの上に載せることを想定されたMacintosh Plusのベージュ色に合わせるためだった。
1990年以降、ロバート・ブルーナー率いるAppleインダストリアル・デザイン・グループはスノーホワイトデザイン言語の使用を徐々に変更し、段階的に廃止し、Macintosh Color Classicから新たにエスプレッソと呼ばれるデザイン言語を採用した。

## デザインの特徴

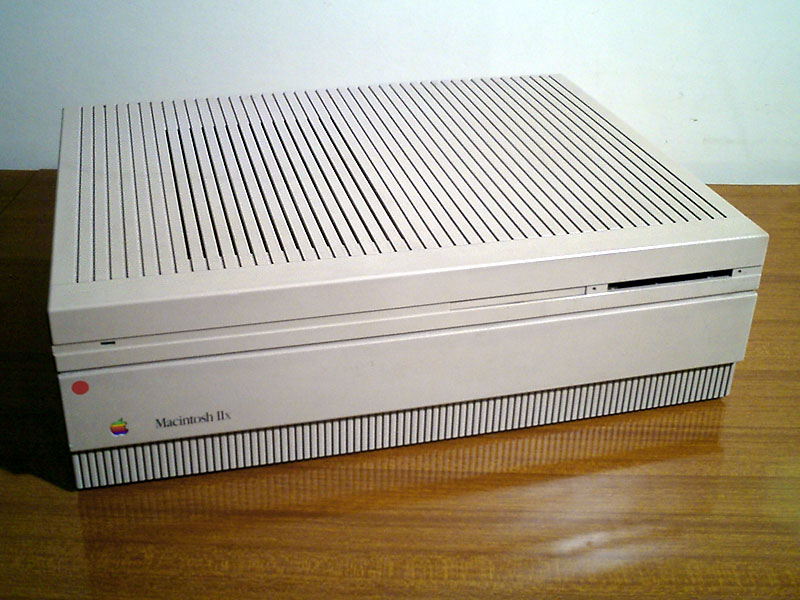
Macintosh IIx

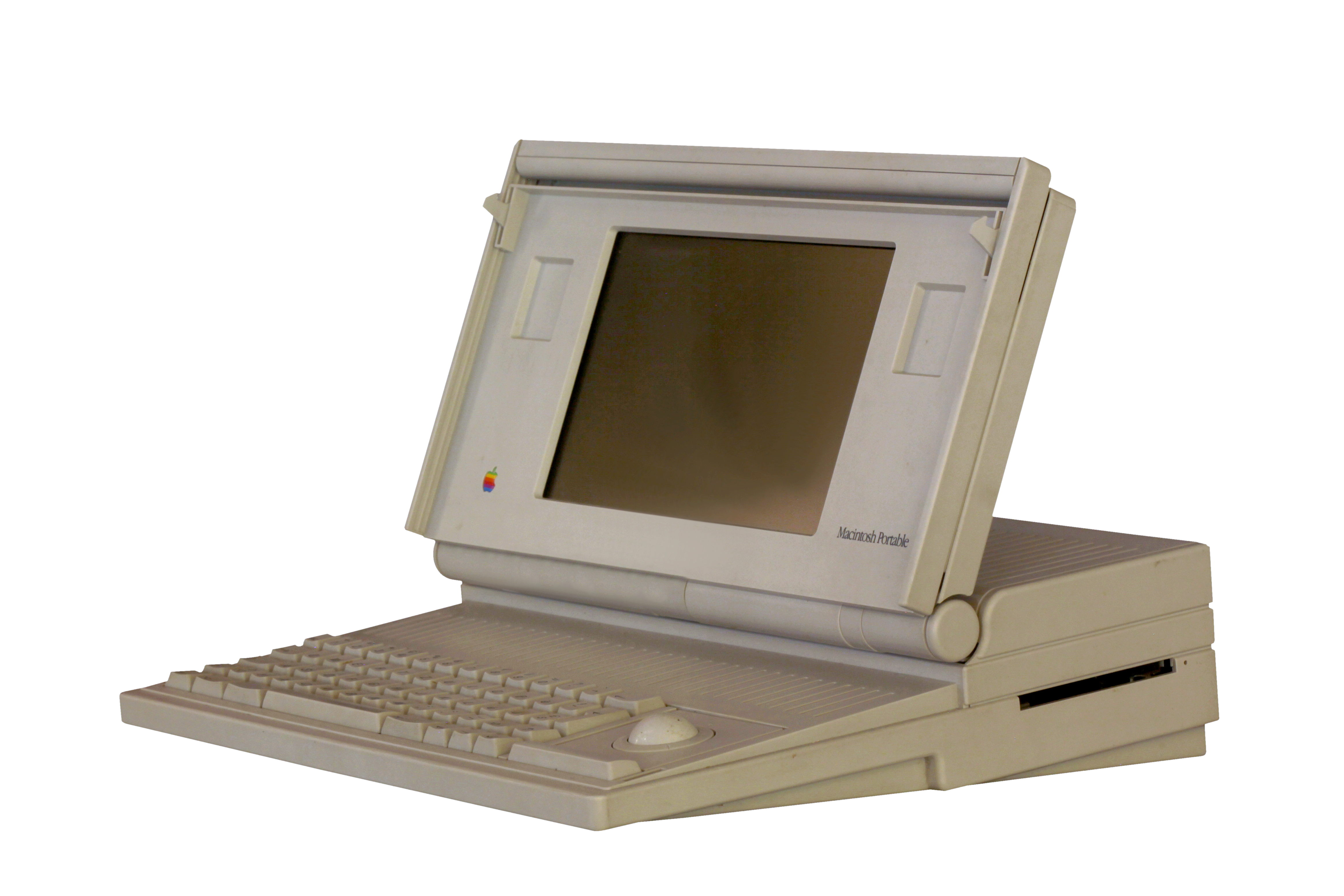
Macintosh Portable

元々のAppleの工業デザインのスタイルとは対照的に、スノーホワイトデザイン言語には以下の際立った特徴がある：
- 最小限の表面のテクチャー
- ライトオフホワイト（フォグ）またはライトグレイ（プラチナ）のカラーリング
- 象嵌細工の3次元のAppleのロゴ、正確に成形されたダイアモンドカット
- 筐体の厚みと切り立った壁にばらつきのない、ゼロ＝ドラフト・エンクロージャー
- 凹型の国際港識別アイコン
- シルクスクリーン印刷の製品名バッジ
- 一部が通気口として機能し、前面から30mm、背面から4㎜ひっこんだ幅2mm、深さ2mm、中心から10mm間隔で製品のすべての表面に沿って走る浅い水平線と垂直線。
- フォグの製品にはベージュのアクセントとケーブルが備わり、プラチナの製品は均一な色で（アクセントがない）、スモークグレイのケーブルが付属する
- 背面側直径3mm、前面側直径2mmの角
- シンプルで装飾されていないポートとスロット

これらの特徴のいずれかないしすべては、Appleが設計した製品に対するスノーホワイトのフロッグデザインの影響を示している。最初の公式の実施となったApple IIcではデザイン要素のすべてが完全に表されてはいないが、Macintosh II にはすべてが採用された。その後、Macintosh LCからいくつかのデザイン要素が段階的に廃止され始めた。

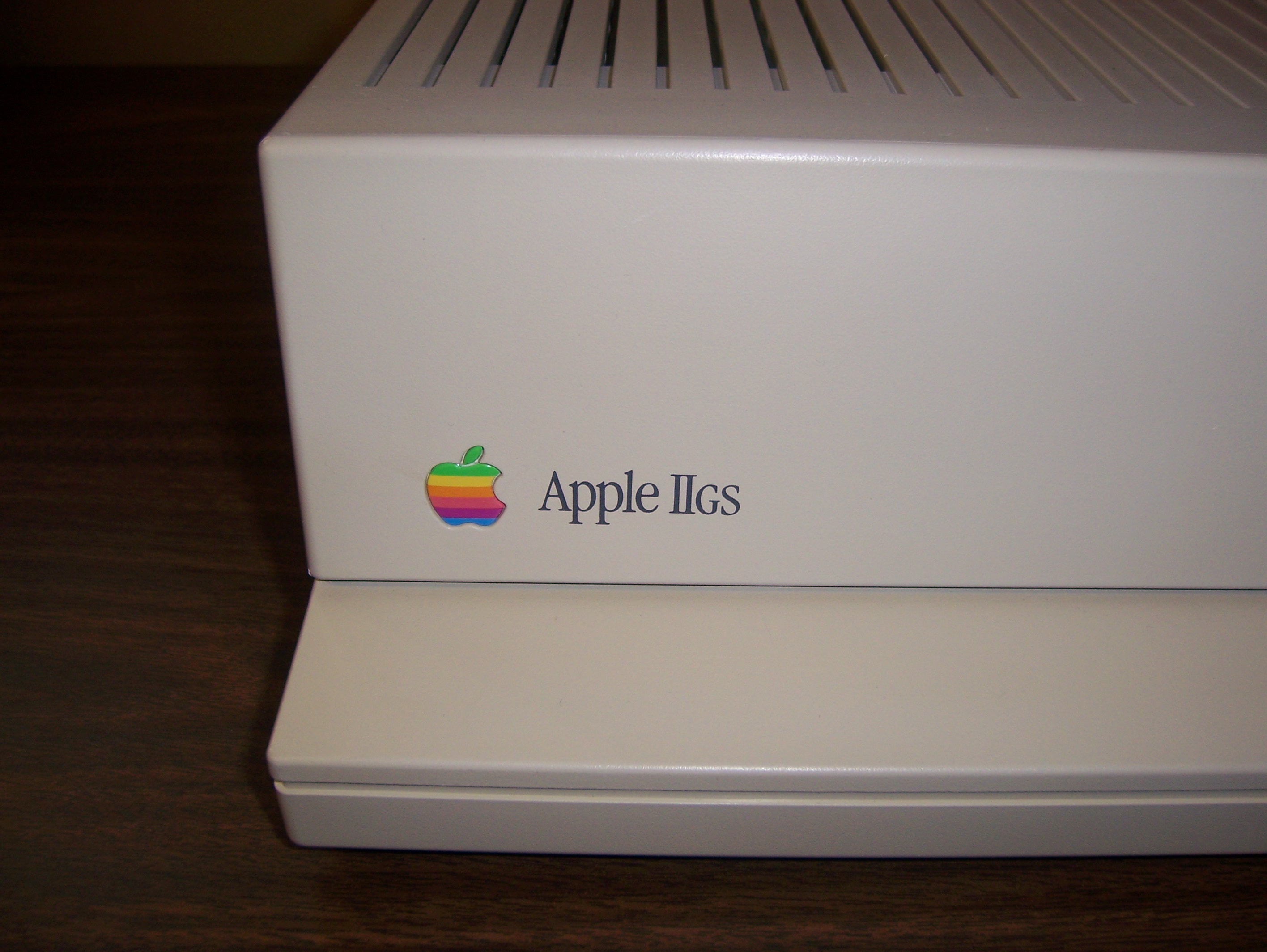
Appleロゴ

## 実施
スノーホワイトをテーマにしてデザインされたApple製品（特記なき限り、すべて「プラチナ」グレイの配色を使用）：

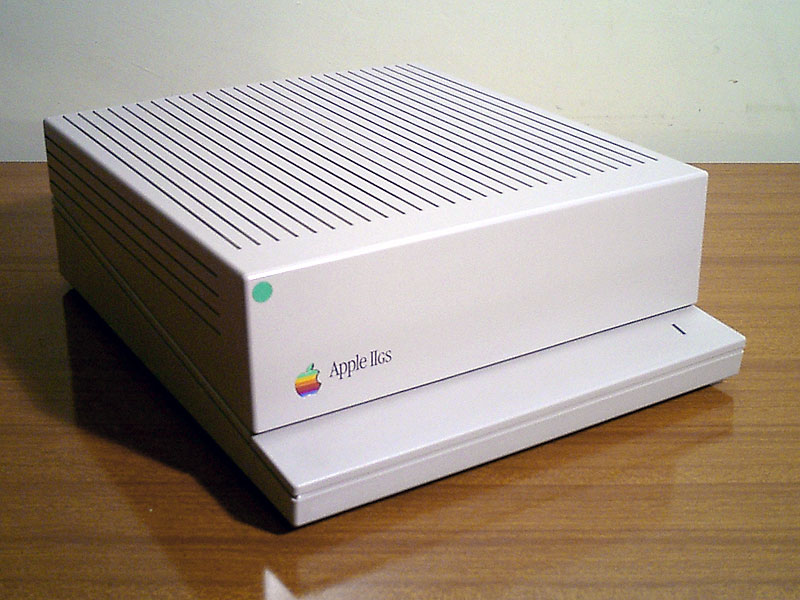
Apple IIGS

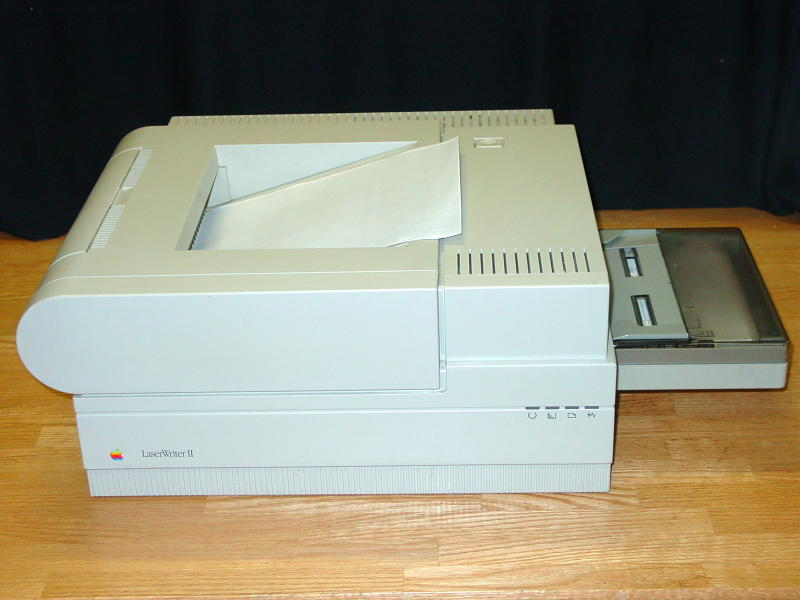
LaserWriter II

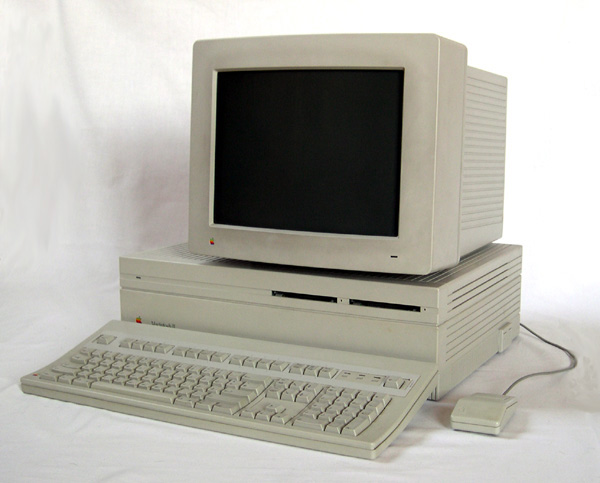
Macintosh II

- Apple IIc (1984)[a] [b]
- Disc IIc (1984)[c]
- Apple Scribe Printer (1984)[c]
- Apple Mouse IIc (1984)[f]
- AppleTalk Connector Family(1985)[b][e]
- LaserWriter (1985)[b]
- ImageWriter II (1985)[b]
- Apple Personal Modem (1985)[b]
- Apple UniDisk 3.5 (1985)[c]
- LaserWriter Plus (1986)[b]
- Apple IIGS (1986)[a]
- Apple 3.5 Drive (1986)
- Hard Disk 20SC (1986)[d]
- Macintosh SE series (1987)[a]
- Macintosh II (1987)[a]
- ImageWriter LQ (1987)
- Apple PC 5.25 Drive (1987)
- AppleFax Modem (1987)
- Apple Desktop Bus Keyboard (1987)
- Macintosh IIx (1988)
- Apple IIc Plus (1988)
- LaserWriter II (1988)
- AppleCD SC (1988)
- Apple Scanner (1988)
- Apple FDHD External Drive (1988)
- Macintosh Portable (1989)
- Macintosh SE/30 (1989)
- Macintosh IIfx (1990)

a:^1  2  3 IIcは、一般にスノーホワイトデザイン言語で発売された最初のAppleのコンピューターと認識されているが、これは「純粋な」例ではなかった。ロブ・ジェメル（Rob Gemmel）（エスリンガーの勧誘に尽力した人物）は一年前にIIcをデザインし、彼は知らなかったが、フロッグデザインは独自のデザインに取り組んでいた。最終的に、この製品はジェメルの元々のデザインと、フロッグデザインの修正版の妥協の産物だった。同様に、Macintosh SEは本質的にスノーホワイトの細部でアップデートされたマノックとオオヤマのデザインである。プラチナグレイで発売されたIIgsも、特にマノックの楔形のデザインからなる元々のApple IIのデザインの証左となっている。純粋なスノーホワイトの実例が発売されたのは、フロッグデザインが最初からデザインした、なんの妥協もないMacintosh IIまで待つ必要があった。
b:^1  2  3  4  5  6 オフホワイトの「フォグ」で導入され、後に「プラチナ」グレイに変更された
c:^1  2  3 オフホワイトの「フォグ」のみ
d:^1 Apple/Macintoshのベージュと「プラチナ」グレイの両方で同時に導入され、同時に発売されたApple IIgsの配色に準拠するだけではなく、下に置かれる前提でデザインされたベージュのMacintosh Plusとマッチしている。これは、既存製品とマッチさせるために元のベージュ色を意図的に使用した唯一のスノーホワイト製品である。
e:^1 すべてのAppleのコネクターとケーブルは1985年にベージュへの以降を開始したが、特定のMacintosh用周辺機器のケーブル（マウスやディスクドライブなど）は、新しいコネクター形式を採用したのにもかかわらず、1987年にプラチナに移行し、ケーブル類が全てAppleが「スモーク」と呼ぶダークグレイに移行するまでは中ぐらいの茶色の外観を維持した。
f:^1 Mouse IIcは厳密にはベージュだが、コネクターやケーブルと同様にフォグにコーディネートされたアクセントとしてカラーリングされたと見なされている。これは間違いなく「スノーホワイト」デザインであり、その要素がのちのApple Desktop Bus Mouseの基礎を形成している。プラチナでは生産されなかった。
1984年から1994年の間に発売されたほとんどのApple Displaysも、Apple II用に特別にデザインされたものを除きスノーホワイトを採用していた。
1986年から1993年にかけて発売された全てのApple ADBキーボードどマウスはスノーホワイトデザインだった。

### 非公式なデザイン

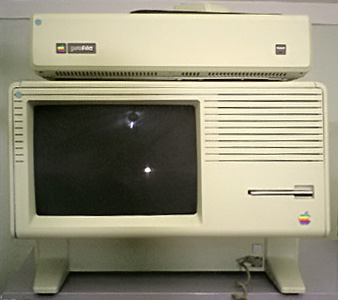
Lisa 2/Macintosh XL

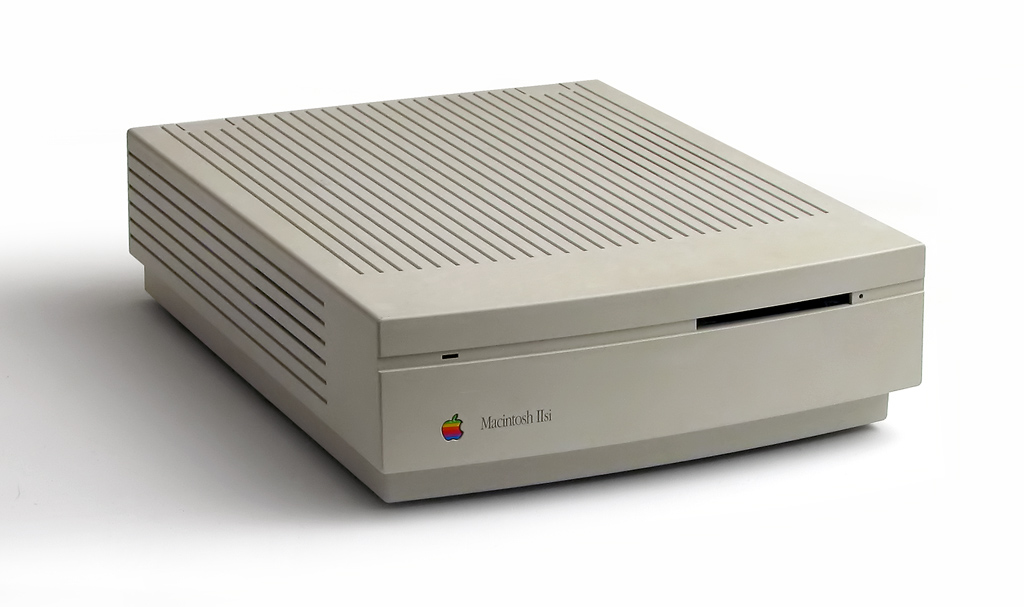
Macintosh IIsi

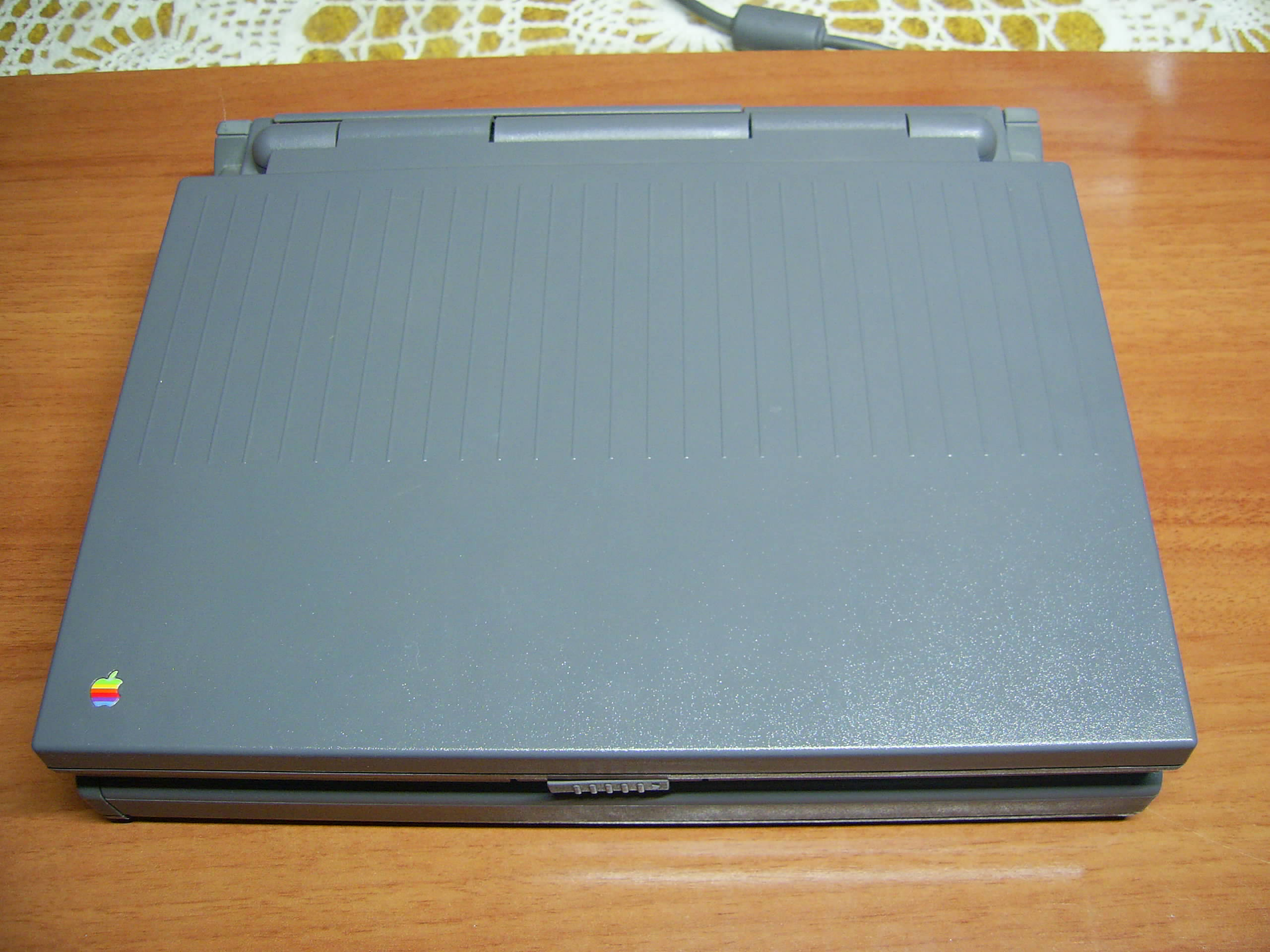
PowerBook 165

- Lisa 2/Macintosh XL (1984) はApple IIcが発表される4ヶ月前にAppleバッジを象嵌してフロントベゼルが再設計され、技術的には最初のスノーホワイト製品となった。
- Apple Modem 300/1200 (1985) はAppleのベージュからフォグにカラーリング変更されるとともに象嵌のAppleバッジが追加された。
- Macintosh Plus (1986) はフロッグデザインによって更新されたが、象嵌のAppleバッジの追加と、凹型のコネクターアイコンが追加されるに止まった。
- Macintosh 800K External Drive (1986) には象嵌のAppleバッジ、シンプルなフロッピーディスクスロット、直径2mmよび3mmの角のスタイルおよびゼロ＝ドラフト・エンクロージャーのみが採用されていた。
- Macintosh IIcx (1989) はAppleが完全に自社でデザインしたもの（Gavin Ivesterによる[9]）で、スノーホワイトの統合された言語で製図していたにもかかわらず、ガイドラインからは大きく逸脱していた。これはフロッグデザインとの関係を断ち切り、工業デザイングループを再構築するためのAppleの取り組みの手始めだった。
- Macintosh IIci (1989) は内部のハードウェアは異なるが、基本的にIIcxと同じ筐体を使用している。
- Macintosh LC (1990)
- Macintosh Quadra 700 (1991)
- PowerBook 100シリーズ (1991)
- PowerBook Duoシリーズ (1992)
- Macintosh Quadra 900 (1991)
- Macintosh Quadra 950 (1992)
- PowerBook Duo Dock (1992)
- Macintosh LC II (1992)
- Macintosh IIsi (1993)
- Macintosh LC III (1993)
- Macintosh LC III+ (1993)
- Macintosh LC 475 (1993)
- Apple Workgroup Server 95 (1993)
- Apple Workgroup Server 9150 (1994)

100シリーズとDuoシリーズのPowerBookとアクセサリーはどちらも統合されたスノーホワイトデザイン言語を使っているAppleのデスクトップ製品と結びつけることを意図していた。しかし、明るい色と装飾的な凹みのある線は、縮小されたデザインには適切ではないようだった。公式の統合された外観と調和するより暗いグレイの配色を採用することに加えて、デスクトップ機上面の窪ませたラインを模倣し、隆起させたラインのデザインを採用した。これらの初期のPowerBookは、古臭くなったスノーホワイトの外観を使用した最後のものであり、このような根本的な適応を行った唯一のものだった。

## References
1. ↑  Esslinger, Hartmut (2013年9月10日). “Keep It Simple”. designmind.frogdesign.com/. 2014年1月21日閲覧。
2. ↑  Bidgoli, Hossein (2010). The Handbook of Technology Management: Supply Chain Management, Marketing and Advertising, and Global Management. Hoboken, New Jersey: John Wiley & Sons. p. 314. ISBN 978-0470249482
3. ↑  “An exclusive interview with Daniel Kottke”. India Today. (September 13, 2011).  オリジナルのMay 18, 2012時点におけるアーカイブ。 2011年10月27日閲覧。.
4. ↑  Isaacson 2011, pp. 42–43.
5. ↑  Kahney, Leander (2008). Inside Steve's Brain: Business Lessons from Steve Jobs, the Man Who Saved Apple. London: Atlantic Books Ltd. ISBN 978-1-848-87784-9
6. 1 2  Kunkel, Paul. AppleDesign: The work of the Apple Industrial Design Group, with photographs by Rick English. New York: Graphis, 1997, p.30
7. ↑  History of computer design: Apple IIc
8. ↑  “A Long-Discontinued Macintosh Still Thrills Collectors to the Core”. 2021年2月28日閲覧。
9. ↑  “History of computer design: Macintosh IIcx”. www.landsnail.com. 2021年2月24日閲覧。

## External links
- Apple and the History of Personal Computer Design: Snow White
- Apple IIc writeup (first Snow White machine)